# Fibres de Purkinje
Les fibres de Purkinje (pur-KIN -jee ; teixit Purkinje o branques subendocárdiques) estan situades a l'interior de les parets ventriculars del cor, just sota l'endocardi en un espai anomenat subendocardi. Les fibres de Purkinje són fibres conductores especialitzades compostes per cèl·lules excitables elèctricament. Són més grans que els cardiomiòcits amb menys miofibril·les i molts mitocondris. Condueixen els potencials d'acció cardíaca de manera més ràpida i eficient que qualsevol altra cèl·lula del cor. Les fibres de Purkinje permeten que el sistema de conducció del cor creï contraccions sincronitzades dels seus ventricles i són essencials per mantenir un ritme cardíac constant.

## Histologia

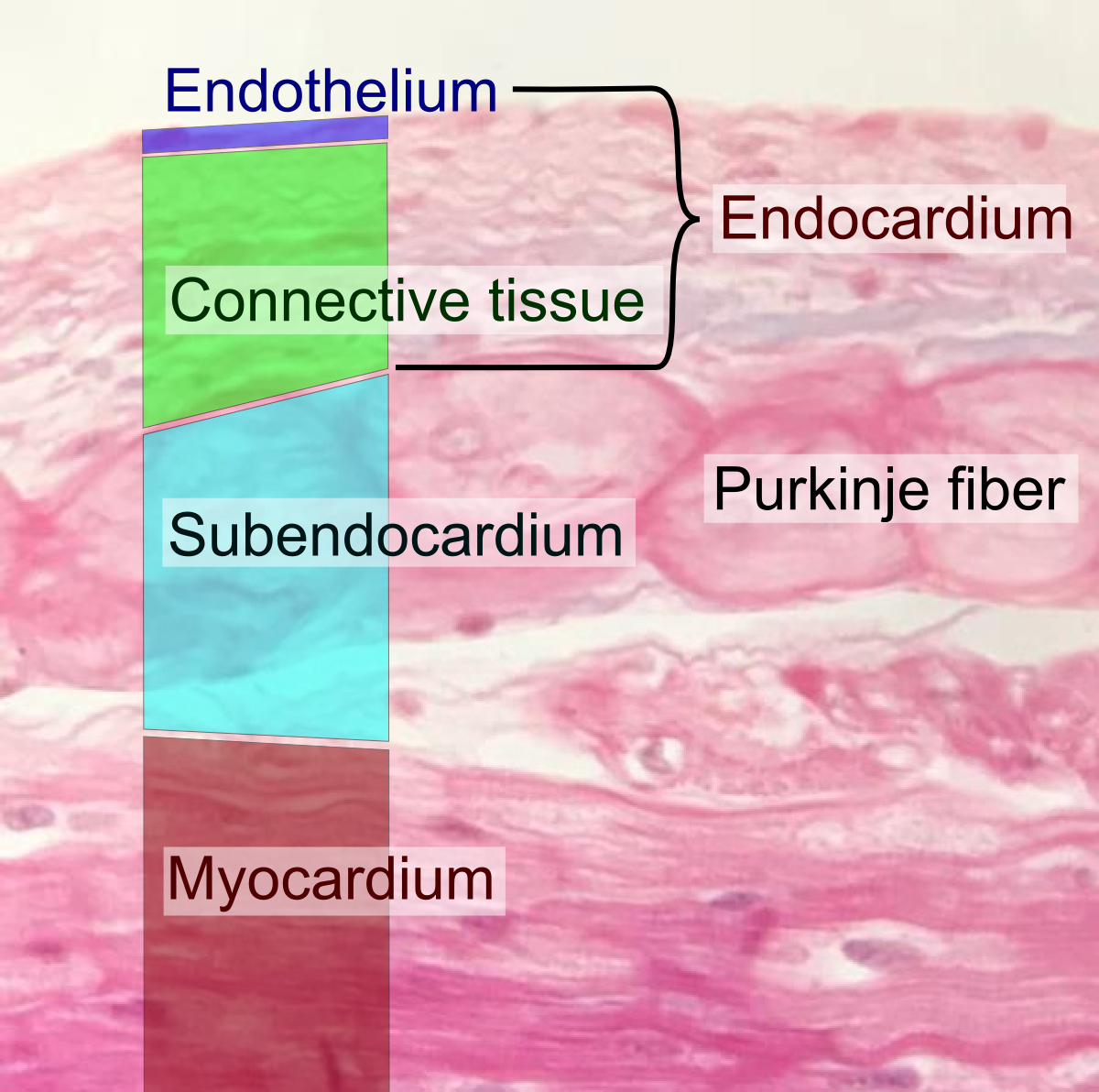
Fibra de Purkinje just a sota de l'endocardi.

Les fibres de Purkinje són un òrgan final cardíac únic. Un examen histològic posterior revela que aquestes fibres estan dividides a les parets dels ventricles. L'origen elèctric de les fibres de Purkinje auriculars prové del node sinoauricular.
Donat que no hi ha canals aberrants, les fibres de Purkinje estan clarament protegits entre si pel col·lagen o l'esquelet cardíac .
Les fibres de Purkinje estan més especialitzades per conduir impulsos ràpidament (tenen nombrosos canals de sodi i mitocondris dependents de voltatge ràpids, i menys miofibril·les que el teixit muscular circumdant). Les fibres de Purkinje prenen la taca de manera diferent de les cèl·lules musculars circumdants perquè tenen relativament menys miofibril·les que altres cèl·lules cardíaques. La presència de glucogen al voltant del nucli fa que les fibres de Purkinje apareguin, en una diapositiva, més lleugeres i més grans que les seves veïnes, que es disposen en sentit longitudinal (paral·lel al vector cardíac). Sovint són cèl·lules binucleades.

## Funció
La freqüència cardíaca es regeix per moltes influències del sistema nerviós autònom. Les fibres de Purkinje no tenen cap paper conegut en l'establiment de la freqüència cardíaca tret que el node SA estigui compromès (quan poden actuar com a cèl·lules marcapassos). Estan influenciats per la descàrrega elèctrica del node sinoauricular.

### Conducció d'impulsos
Durant la porció de contracció ventricular del cicle cardíac, les fibres de Purkinje porten l'impuls de contracció des de la branca del feix esquerra i dret fins al miocardi dels ventricles. Això fa que el teixit muscular dels ventricles es contragui. Això genera força per expulsar la sang del cor, ja sigui cap a la circulació pulmonar des del ventricle dret o cap a la circulació sistèmica des del ventricle esquerre.

### Marcapassos de recanvi
Les fibres de Purkinje també tenen la capacitat de disparar a una velocitat de 20-40 batecs per minut si la conducció aigües amunt o la capacitat de marcapassos està compromesa. En canvi, el node SA en estat normal pot disparar a 60-100 batecs per minut. En resum, generen potencials d'acció, però a un ritme més lent que el node sinoauricular. Aquesta capacitat es suprimeix normalment. Per tant, serveixen com a últim recurs quan fallen altres marcapassos. Quan una fibra de Purkinje dispara, s'anomena contracció ventricular prematura o PVC, o en altres situacions pot ser un escapament ventricular.

## Etimologia
Les fibres de Purkinje reben el nom d'un científic txec (país de l'Europa occidental ) Jan Evangelista Purkyně, que les va descobrir el 1839.